# 吉梅什-弗傑特鄉

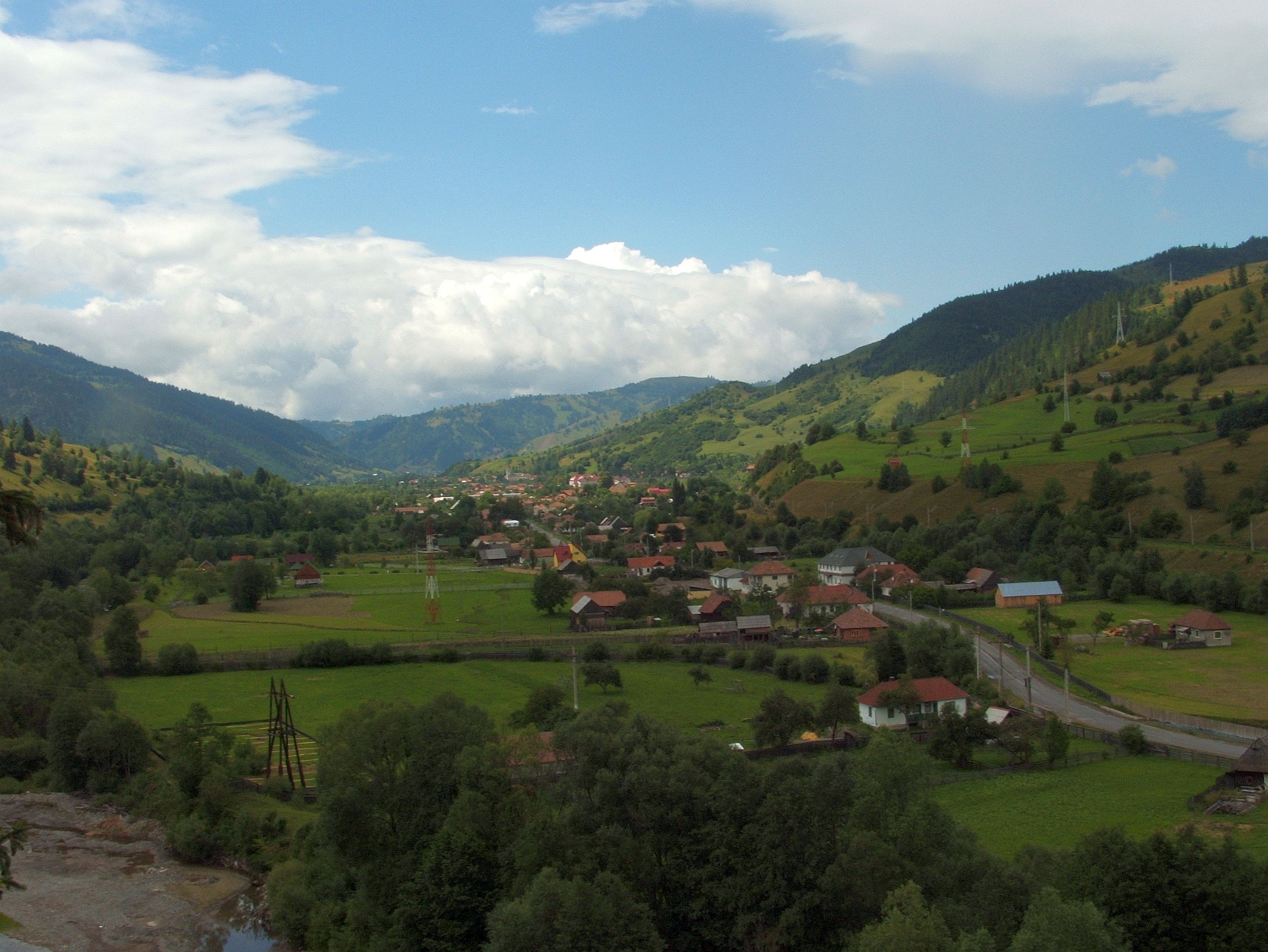

46°35′N 26°04′E / 46.583°N 26.067°E
吉梅什-弗傑特鄉（羅馬尼亞語：Comuna Ghimeș-Făget, Bacău），是羅馬尼亞的鄉份，位於該國東北部，由巴克烏縣負責管轄，面積185平方公里，海拔高度745米，2007年人口5,156，人口密度每平方公里28人。